# Raamplein
Raamplein (« Place de la fenêtre » en néerlandais) est une place du centre d'Amsterdam aux Pays-Bas.